# Suramericano de Natación de 2004 - 400 m. Libre Femenino
La prueba de 400 m libre femenino del campeonato sudamericano de natación de 2004 se realizó el 25 de marzo de 2004, el primer día de competencias del campeonato. 
En la final, cuatro nadadoras lograron la marca clasificatoria para los Juegos Olímpicos de Atenas 2004.

## Medallistas
| Evento      | Oro                                    | Plata                               | Bronce                               |
| ----------- | -------------------------------------- | ----------------------------------- | ------------------------------------ |
| 400 m libre | Monique Ferreira · Brasil · 4:16.74 RC | Cecilia Biagioli Argentina 4:17.29. | Mariana Brochado · Brasil · 4:18.16. |

RC:Récord de Competición.

## Resultados
| Posición | Carril | Nadador          | Tiempo         |
| -------- | ------ | ---------------- | -------------- |
| 1        | 2      | Monique Ferreira | 4:16.74 RC MCO |
| 2        | 5      | Cecilia Biagioli | 4:17.29. MCO   |
| 3        | 4      | Mariana Brochado | 4:18.16. MCO   |
| 4        | 3      | Paola Duguet     | 4:22.87 MCO    |
| 5        | 6      | Kristel Kobrich  | 4:25.84        |
| 6        | 7      | María Zabala     | 4:27.65        |
| 7        | 8      | Karina Clavo     | 4:35.64        |
| 8        | 1      | Daniela Aponte   | 4:36.25        |

MCO: Marca Clasificatoria a Olímpicos.